# Goodbye Christopher Robin
Goodbye Christopher Robin (titulada Adiós, Christopher Robin en España y Hasta pronto, Christopher Robin en Hispanoamérica) es una película biográfica británica de 2017 sobre la vida del creador de Winnie-the-Pooh, A. A. Milne, y la de su familia, en concreto la de su hijo, Christopher Robin. Dirigida por Simon Curtis y escrita por Franco Cottrell-Boyce y Simon Vaughan, es protagonizada por Domhnall Gleeson, Margot Robbie y Kelly Macdonald. La película se estrenó en el Reino Unido el 29 de septiembre de 2017.

## Argumento
La historia empieza durante la Segunda Guerra Mundial en 1941, con Alan Alexander Milne, apodado "Blue", y su mujer Daphne, que recibe un telegrama con malas noticias. Entonces la acción nos sitúa en 1916, durante la Primera Guerra Mundial. Blue continúa su vida con su esposa Daphne en Inglaterra, sufriendo una neurosis de guerra y teniendo un niño con Daphne. Ella esperaba una niña y se decepciona al tener un hijo, al que llaman, Christopher Robin Milne, apodado "Billy Moon". Contratan una niñera, Olive, a quien Billy llama "Nou".
Blue está teniendo dificultades para escribir, quiere redactar un tratado contra la guerra, así que se mudan a una casa en un bosque apartado para conseguir inspiración. A Daphne no le gusta la idea y se va a Londres por un tiempo. Olive también se va, ya que tiene que cuidar de su madre, dejando a Blue y Billy solos. A regañadientes al principio, Blue lleva a Billy a dar paseos por el bosque, y así empieza a crear historias sobre las aventuras del chico con sus peluches.
Blue invita a su amigo ilustrador, Ernest para que juntos empiecen a desarrollar los libros de Winnie-the-Pooh. Daphne vuelve a casa después de que Blue le envíe un poema, "Vespers", que ha publicado en la Vanity Fair. Olive regresa después de la muerte de su madre. Finalmente, los libros de Winnie-the-Pooh han sido un éxito, por lo que Daphne se convierte en una celibridad. Por su parte, Billy hace apariciones en público, algo que encuentra confuso y frustrante.
Cuando Billy se entera de que Olive tiene un pretendiente, Alfred, se lo dice sus padres, por lo que Daphne se siente traicionada. Olive se enfada con Blue y Daphne, dimite, y les recuerda a lo que han sometido a Billy. Blue decide dejar de escribir sobre el chico y sus amigos imaginarios.
Blue deja de exponer a Billy y le inscribe en un internado. Aun así, "Christopher Robin" sigue siendo acosado, por lo que empieza a odiar a su padre. Cuando empieza la Segunda Guerra Mundial, Billy es inicialmente rechazado para el servicio, pero reclama a su padre que está bien relacionado, a pesar de estar horrorizado por la guerra y no querer que su hijo experimente lo que él, que convenza el ejército para que le acepten. Billy se va, dejando a su padre atrás, y rechazando los libros y el dinero de sus padres.
La primera escena se repite, esta vez explicando que Billy ha sido informado desaparecido y dado por muerto, noticia que sus padres le dan a Olive. Sin embargo, Billy ha sobrevivido y llega a casa sin avisar, dando paso a un incómodo pero emotivo reencuentro con sus padres y Olive. Blue y Billy se reconcilian, y en la escena final, van andando juntos por el bosque, mostrando a Billy como un niño y como un adulto.

## Reparto
- Domhnall Gleeson como A. A. Milne (Blue)
- Margot Robbie como Daphne de Sélincourt, la mujer de A. A. Milne
- Kelly Macdonald como Olive/Nou, la niñera de Christopher Robin
- Will Tilston como Christopher Robin Milne de joven
- Alex Lawther como Christopher Robin Milne de mayor
- Phoebe Waller-Bridge como Mary Brown
- Vicki Pepperdine como Betty
- Stephen Campbell Moore como Ernest H. Shepard
- Richard McCabe como Rupert
- Geraldine Somerville como Lady O

## Producción
El proyecto empezó en 2010, con Steve Christian y Nuala Quinn-Barton, y posteriormente Damian Jones, como productores. Simon Vaughan escribió el guion.
En abril de 2016, Domhnall Gleeson se presentó al casting para interpretar a A. A. Milne. Él y Margot Robbie fueron seleccionados como protagonistas en junio de 2016. Kelly Macdonald se unió al reparto un mes más tarde, interpretando a Olive, la niñera de Christopher Robin.
La grabación empezó en septiembre de 2016.

## Estreno
La película se estrenó en el Reino Unido el 29 de septiembre de 2017, y en Estados Unidos el 13 de octubre de 2017.

### Crítica
En Rotten Tomatoes, el 64% de las críticas son positivas, de un total de 158, con una valoración general de 6,3/10. Una de las críticas dice: «Goodbye Christopher Robin intenta equilibrar la tensión de tiempos de guerra y un ambiente infantil, pero ofrece una idea curiosa sobre la oscuridad que puede rodear a la creación de un cuento infantil clásico». En Metacritic, la película tiene una media de 54 sobre 100, basándose en 28 críticas.
The Economist le dio una crítica mixta, escribiendo que «como en tantas películas ambientadas en el periodo entre guerras, los coches son demasiado relucientes, la ropa de demasiada calidad, los acentos de clase alta muy forzados y los diálogos artificiales. Aun así, a medida que el argumento se vuelve más oscuro, el sol sigue brillando a través de los árboles. Nunca puedes olvidar que estás viendo una obra tradicional del patrimonio británico dirigida hacia los turistas». Aun así, a la crítica le gustó, declarando que, «no hay muchas películas que narren cómo un éxito profesional también puede ser el fracaso personal más catastrófico; de hecho, no hay muchas que giren alrededor de una colección de juguetes de peluche».

## Premios y nominaciones
| Premio/Festival                 | Fecha                   | Categoría                                   | Candidato                 | Resultado | Ref.   |
| ------------------------------- | ----------------------- | ------------------------------------------- | ------------------------- | --------- | ------ |
| British Independent Film Awards | 10 de diciembre de 2017 | Mejor actriz secundaria                     | Kelly Macdonald           | Nominado  | [ 12 ] |
| Heartland Film Festival         | 20 de noviembre de 2017 | Película más emotiva                        | Goodbye Christopher Robin | Ganador   | [ 13 ] |
| Mill Valley Film Festival       | 16 de octubre de 2017   | Premio de la audiencia — Cine Internacional | Goodbye Christopher Robin | Ganador   | [ 14 ] |